# Строганов, Андрей Семёнович
Андре́й Семёнович Стро́ганов (19 августа 1581 — 17 июля 1649) — богатый русский купец, промышленник и землевладелец.

## Биография
Сын купца и промышленника Семёна Аникеевича Строганова (ок. 1540—1586) и Евдокии Нестеровны Лачиновой (1561—1638). Младший брат — Пётр Строганов (1583—1639).
После смерти своего отца братья Андрей и Пётр Семёновичи унаследовали его часть строгановских владений. Они остались жить в Сольвычегодске, где продолжали заниматься хлебопашеством, варкой соли и оттуда управлять доставшимися им владениями в Перми Великой.
В 1620 году братья Андрей и Пётр Строгановы унаследовали половину владений своего двоюродного брата Никиты Григорьевича, умершего бездетным (другая половина перешла к детям Максима Яковлевича Строганова).
Братья Андрей и Пётр Семёновичи, сообща владея долей родовых владений, в своих делах всегда выступали как одно лицо, имена их почти везде фигурировали рядом. Согласно переписи 1623—1624 годов чиновника М. Ф. Кайсарова, братьям принадлежало 4 слободы, 28 деревень, 75 починков, 5 церквей, 1 монастырь, 9 варниц, 17 лавок, 5 мельниц, около 1700 дворов и более 1000 крепостных мужского пола. Эти огромные средства позволяли им оказывать денежную помощь московскому правительству во время Смутного времени.
В марте 1610 года по просьбе царя Василия Ивановича Шуйского промышленники, братья Андрей и Пётр Строгановы, выслали 2 тысячи рублей в Москву для выплаты жалованья ратным людям. Однако из одной позднейшей грамоты, данной на имя внука Андрея, Григория Дмитриевича, видно, что ссуды братьев государству простирались до двухсот тысяч рублей, что по тому времени составляло громадную сумму. Особенно большие деньги были даны ими воеводам: князю Дмитрию Тимофеевичу Трубецкому, Прокопию Петровичу Ляпунову и князю Дмитрию Михайловичу Пожарскому.
В 1612 году промышленник Андрей Семёнович Строганов получил звание        «именитого человека в роде» и право писаться с полным отчеством. В особой грамоте было записано, что с того, кто его обесчестит, будет взыскано по суду «как за бесчестие, против московского лучшего гостя вдвое, сто рублей». За «службу и ссуды» братьев «во время бывшего мятежа им многим городам» царь Василий Шуйский в конце 1610 года приказал приказным людям выдать Строгановым из четвертных доходов денег, «сколько им понадобится». В одной из позднейших грамот есть прямое указание на то, что от этих денег они отказались.
В январе 1613 года большой отряд воровских казаков и литовцев (3 тыс. чел.) внезапно напал на город Сольвычегодск; 22 января горожане потерпели поражение от противника и укрылись в «ограду», то есть небольшую крепость, принадлежавшую братьям Андрею и Петру Строгановым. Андрей Семёнович принял на себя командование и огнём из пушек вынудил мятежников отступить. Город сильно пострадал и был разграблен, а крепость Строгановых осталась невредима.
Царь Михаил Фёдорович Романов (1613—1645) 30 июля 1614 году грамотой подтвердил за братьями Андреем и Петром Семёновичами все прежние земли и льготы, пожалованные Строгановым, а 15 сентября 1615 года пожаловал обоим братьям «пустые места» вверх по Каме, от реки Ошана до реки Тулвы, протяжëнностью 35 вёрст и площадью 163 280 десятин в «вечное владение» с правом строить остроги и варить соль, предоставим им льготу на 10 лет от платежа всех повинностей.
В 1616 году Андрей и Пётр Семёновичи, Максим Яковлевич и Никита Григорьевич Строгановы во главе большого военного отряда разбили восставших татар, которые, соединившись с марийцами, удмуртами и башкирами, напали на Казань, Оссу и Сарапул, угрожая опустошить и разграбить строгановкие вотчины.
В 1624 году братья Андрей и Пётр Семёновичи Строгановы получили новую жалованную грамоту от царя Михаила Фёдоровича на все их прежние владения и льготы. Среди льгот были — право не быть судимыми на местах, а только в Москве, в день Благовещенья, затем право «не быть у веры», то есть при присяге взамен себя ставить своих людей. Они получили свободу от всех местных налогов и государственных платежей и должны были платить непосредственно в Приказ Казанского дворца.
В начале 1639 года братья Андрей и Пётр Строгановы ещё более расширили свои владения, выкупив и присоединив к своим имения, заложенные их племянником Иваном Максимовичем Строгановым.
После смерти своего младшего брата Петра в марте 1639 года Андрей Семёнович Строганов «бил челом» царю Михаилу Фёдоровичу и в челобитной просил разрешить ему и сыну умершего, Фёдору Петровичу, разделить между собой все владения. Получив разрешение, они в 1641 году полюбовно разделили поровну всю недвижимость, а в следующем году продолжали раздел «всякого живота: денег, платья, хлеба, съестных запасов, сосудов, образов, снастей, крестов золотых и разных книг».
В конце 1642 года Андрей Семёнович Строганов принял монашество под именем Аврамия. Его сын, Дмитрий, взял на себя управления родовыми вотчинами.
Согласно переписи 1642 года, Андрей Строганов и его сын Дмитрий владели 2 городками, 1 селом, 49 деревнями, 10 починками, 371 дворов, 1183 крепостными мужского полка. Вместе с Петром Фёдоровичем владел на Орле 5 деревнями, 85 дворами и 314 крепостными мужского пола.
В 1647 году по второй переписи Андрей Семёнович и его сын Дмитрий владели 1 городком, 2 острожками, 44 деревнями, 22 починками, 456 дворами, 1448 крестьянами и 31 бобылем, 10 варницами на Чусовой и в Новом Усолье. Андрей Строганов был совладельцем Поспеловской пустоши в Оханском уезде (57 258 десятин и 2082 квадратных сажени).
Имел дом в Москве, на Покровской улице

В июле 1649 года 67-летний А. С. Строганов скончался, его похоронили в Благовещенском соборе в Сольвычегодске.
- Изображение семьи Строгановых на иконе "Иже херувимы". Справа с рукой на груди изображён Никита Григорьевич Строганов, вкладчик иконы. Посередине стоит Семён Аникеевич перед Симеоном Столпником. Маленькие фигуры перед столпом — Андрей и Пётр Семёновичи Строгановы[1]
- Икона "Богоматерь Донская" в окладе. Москва, мастерские Кремля (?), конец 16 - начало 17 века. Оклад - Москва (?), первая половина 17 века. Иконописец Истома Савин. ММК. Инв. Ж-1762/1-2. Выполнена по заказу Андрея Семëновича Строганова. Принадлежит кисти изографа Истомы Савина, о чём свидетельствует надпись на серебряном окладе: "Образ пречистыя Богородицы "Умиление Донские" написан иконописцом Истомою Савиным по обещанию Андрея Семёна Анкиевича сына Строганова и обложен чеканом и камением и с жемчугом".

## Семья и дети
Был дважды женат. Его первой женой была Ирина, фамилия и происхождение которой неизвестны. Брак был бездетен.
В 1602 году вторично женился на Татьяне Дмитриевне Жедринской (1584—1639), дочери Дмитрия Саввича Жедринского. Дети от второго брака:
- Феодора
- Анастасия
- Ирина (1607/1608 — 1609)
- Андрей (1609/1611 — ок. 1615)
- Дмитрий (ок. 1612—1670)
- Василий (1621/1623 — 1624)